# 하치오지미나미노역
하치오지미나미노역(일본어: 八王子みなみ野駅, はちおうじみなみのえき)은 일본 도쿄도 하치오지시에 있는 철도역이다.

## 타는 곳
| 1 | ■ 요코하마 선 | 하치오지 방면                                                                                |
| 2 | ■ 요코하마 선 | 하시모토·마치다·신요코하마·요코하마·오후나 방면 ■ 사가미 선에 직결 운행 에비나·지가사키 방면 |

## 역사
- 1997년 4월 1일: 영업 개시.

## 사진

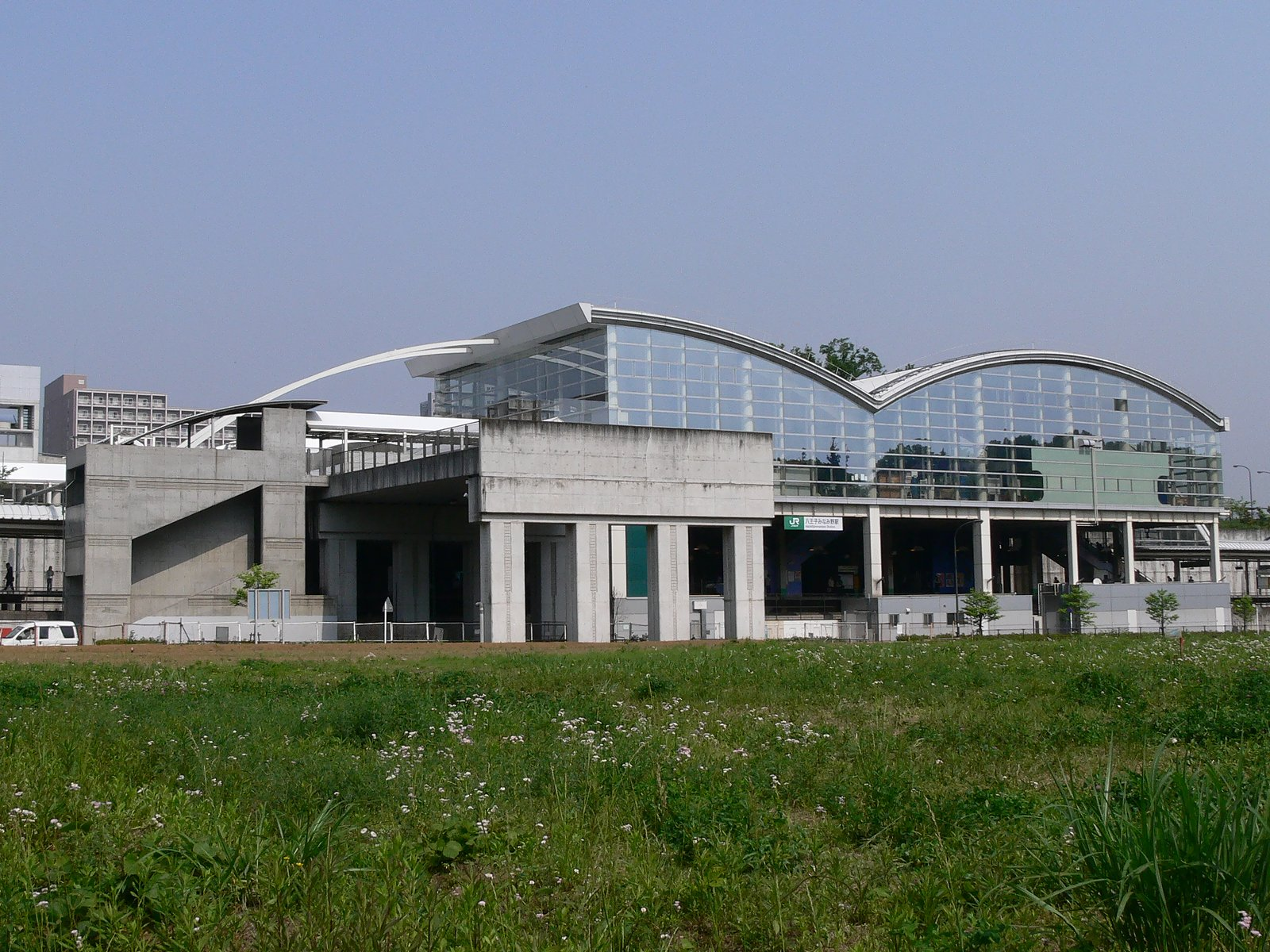
동쪽 모습

## 인접역
| 동일본 여객철도 ■ 요코하마 선 | 동일본 여객철도 ■ 요코하마 선 | 동일본 여객철도 ■ 요코하마 선 |
| ----------------------------- | ----------------------------- | ----------------------------- |
| 아이하라 히가시카나가와 방면  | 쾌속 각역정차                 | 가타쿠라 하치오지 방면        |